# Ol-Nilsbodarna Brynje
Ol-Nilsbodarna Brynje este o arie protejată (arie specială de conservare — SAC, sit de importanță comunitară — SCI) din Suedia întinsă pe o suprafață de 4,2 ha, integral pe uscat.

## Localizare
Centrul sitului Ol-Nilsbodarna Brynje este situat la coordonatele 63°09′59″N 14°59′36″E / 63.1664°N 14.9933°E.

## Înființare
Situl Ol-Nilsbodarna Brynje a fost declarat sit de importanță comunitară în ianuarie 2002 pentru a proteja 2 specii de plante. Situl a fost protejat și ca arie specială de conservare în martie 2011.

## Biodiversitate
Situată în ecoregiunea boreală, aria protejată nu include niciun habitat protejat.
La baza desemnării sitului se află mai multe specii protejate de  plante (2): Calypso bulbosa, papucul doamnei (Cypripedium calceolus).